# Morregen
Morregen is een Nederlandstalige single van de Belgische band Belgian Asociality uit 1994.
Het tweede nummer op deze single was het liedje Moeidonie.
Het liedje verscheen op het album Adenosine Trifosfaat Preparaat uit 1994.

## Meewerkende artiesten
- Producer: 
  - Wouter Van Belle
- Muzikanten:
  - Chris Ruffo (drums)
  - Mark Vosté (zang)
  - Patrick Van Looy (gitaar)
  - Tom Lumbeeck (basgitaar)